# إدوارد ألبي
إدوار ألبي (بالإنجليزية:Edward Albee؛ 12 مارس 1928 - 16 سبتمبر 2016) هو كاتب مسرحي أمريكي، فاز بجائزة البولتزر ثلاث مرات، وتعتبر من يخاف فرجينيا وولف؟ أشهر مسرحياته. تميزت أعمال بأسلوب فكاهي، وتناولت الجوانب المظلمة للزواج والدين وتربية الأطفال والحياة الأمريكية بشكل عام.
يعتبر ألبي واحد من أفضل أربعة كتاب مسرحيين في الولايات المتحدة خلال القرن العشرين، إلى جانب كل من أرثر ميلر، وتينيسي وليامز، وأوجين أونيل.

## حياته
ولد في واشنطن عام 1928، لإمرأة تدعى لويز هارفي، أبوه لم يكن معروفاً. تم تبنيه بعد ولادته بأسبوعين على يد إحدى العائلات الأرستقراطية لينشأ ويترعرع في مقاطعة ويستتشستر، نيويورك، وكانت تمتلك عائلته الجديدة مسارح عديدة في المدينة. ورغم أنه علم بتبنيه في جيل السادسة، لم ينجح في الوصول إلى أمه البيولوجية إلا عام 1989 بعد وفاتها. تربى على يد أمه بالتبني ريد ألبي، وهي المرأة الثالثة لوالده الذي تبناه، إلا أنها سرعان ما أصبحت عدائية تجاهه بعد اكتشافها لأمر مثليته في سن الثامنة.
تلقى تعليمه في المدارس الخاصة، وبخلاف ما كان يتوقعه له والده أظهر ألبي تمرداً شديداً على التقاليد الاجتماعية السائدة. بعد أن أتم الثانوية، إلتحق بمدرسة رينسيفيل في نيو جيرسي، وتم طرده منها، بعدها تم إرساله إلى وادي فورج الأكاديمية العسكرية في واين، ولاية بنسلفانيا، حيث أقيل في أقل من عام. التحق عقبها بمدرسة روزماري هول في ينغفورد، كونيتيكت، وتخرج أخيراً في عام 1946، وأكمل تعليمه الرسمي في كلية ترينيتي في هارتفورد، كونيتيكت، لكنه عاد وطرد منها بعد فترة قصيرة بسبب مشاكسته وتخليه عن الصلاة. لاحقاً توجه إلى دراسة الفنون والأدب وعمل أستاذاً في جامعة هيوستن، حيث كان يدرس الكتابة المسرحية الخالصة ليتغلغل في الوسط الثقافي على نحو مصيري. 
غادر ألبي منزل والديه وهو شاب في العشرين من العمر إلى حي غرينيتش فيلدج في نيويورك. وخلال تلك الفترة أصبح مقرباً من عديد الكتّاب والفنانين والموسيقيين كالكاتب ويليام إنج والملحنين وليام دايموند وآرون كوبلاند ووليام فلانغان، الذي أصبح عشيقه لاحقاً. اضطر ألبي إلى العمل في بعض المهن المتواضعة في نيويورك، وبرز على خارطة المشهد الثقافي والمسرحي الاميركي على نحو قوي في الخمسينيات من خلال تقديمه لعدد من الأعمال المسرحية المتميزة التي تمتلئ بتفاصيل الصراع العنيف والمعاناة وخيبة الامل التي تميزت بها تلك المرحلة، والتي شهدت انتقالاً مفاجئاً في حياة المجتمع الاميركي من حالة الهدوء التي شهدتها خلال الفترة التي تولى فيها دوايت أيزنهاور الرئاسية إلى مرحلة الستينيات المضطربة.
إلى جانب الكتابة، أسس إدوارد ألبي عام 1967 مؤسسة إدوارد ف. البي فاونديشن في مونتك، لونغ آيلند في نيويورك، والتي توفر إقامة لفنانين وكتاب، كما وقام بعرض المسرحيات والمحاضرات في جميع أنحاء الولايات المتحدة.

## مسيرته الأدبية
قال ألبي في مقابله لمجلة باريس ريفيو الأدبية إنه قرر أن يصبح كاتباً في سن السادسة، واختار أن يكتب المسرحيات بعد أن خلص إلى أنه ليس شاعراً أو روائياً بارعاً، خصوصاً عندما لم تلقى أعماله الأولى، والتي تكونت من القصص القصيرة والقصائد والروايات، أي انتباه، حتى بدأ في كتابة المسرحيات. وكانت أولى أعماله قصة حديقة الحيوانات (1958)، التي كتبها باستخدام الآلة الكتابة في مكتب ويسترن يونيون الذي كان يعمل به، قد لاقت الرفض من قبل منتجي نيويورك ومسارح برودواي التي احتضنت لاحقاً معظم أعماله، وعرضت للمرة الأولى في برلين عام 1959، وكانت جاءت أجواؤها محملة بمناخات المسرح العبثي، واعتبرت الإنسان مجرد حيوان يعيش داخل قفص، متخذة من العنف استعارة موازية لعزلة الإنسان الحديث عن طريق الصدمة. حواراته الطويلة المثقلة بسوداوية نفسية، عرّت العلاقات الزوجية كما مع الزوجين الأكاديميين في مسرحيته من يخاف فيرجينيا وولف؟، التي صنعت إسمه عندما عرضت في برودواي عام 1962، ونظراً لطول المسرحية الذي يتجاوز الثلاث ساعات، كان الممثلون الذين يشاركون في العرض الأول، يختلفون عن المشاركون في العرض الثاني. وفي عام 1966 نقل مايك نيكولز المسرحية إلى الشاشة الكبيرة، وأدت بطولتها إليزابيت تايلور مع ريتشارد برتون. كما وتناولت مسرحياته مواضيع الطبقية والعنصرية وتهميش الأفراد كما في مسرحية موت بيسي سميث (1959)، والحلم الأميركي (1960)، ومسرحياته الثلاث التي نال عنها جائزة بوليتزر للأدب: التوازن الهش (1967)، ومنظر البحر (1975)، وثلاث نساء طويلات (1991).

## وفاته
توفي بعد مرضه بفترة قصيرة، في منزله في مونتوك بولاية نيويورك في الولايات المتحدة يوم 16 سبتمبر 2018 عن عمر يناهز 88 عاماً.

## أعماله
ألف إدوار ألبي أكثر من 30 مسرحية، أبرزها:
| - قصة حديقة الحيوان(1959) - صندوق الرمل (1960) - موت بيسي سميث (1960) - فام ويام (1960) - الحلم الأمريكي (1961) - بارتليبي (1961) - من يخاف فرجينيا وولف؟ (1962) - أغنية من مقهى حزين (1963) - أليس الصغيرة (1964) |  | - مالكوم (1966) - التوازن الدقيق (1966) - النهاية (1971) - مشهد البحر (1975) - امرأة من دوبكو (1980) - ثلاث نساء طويلات (1991) - مسرحية لوركا (1992) - مسرحية عن الطفل (1998) - الشاة أو من هي سيلفبا؟ (2002) |

## الجوائز والميداليات
حاز على عدة جوائز خلال مسيرته الأدبية، أبرزها:
- جائزة بوليتزر للأدب 1966، عن مسرحية التوازن الدقيق.
- جائزة بوليتزر للأدب 1975، عن مسرحية مشهد البحر.
- جائزة بوليتزر للأدب 1994، عن مسرحية ثلاث نساء طويلات.
- جائزة مركز كينيدي الثقافي 1996.[16]
- الميدالية الوطنية للفنون 1996.
- جائزة توني أوورد 2005.
- وسام إدوارد ماكدويل للفنون 2011.[22]

## روابط خارجية
- إدوارد ألبي على موقع IMDb (الإنجليزية)
- إدوارد ألبي على موقع الموسوعة البريطانية (الإنجليزية)
- إدوارد ألبي على موقع مونزينجر (الألمانية)
- إدوارد ألبي على موقع ألو سيني (الفرنسية)
- إدوارد ألبي على موقع ميوزك برينز (الإنجليزية)
- إدوارد ألبي على موقع أول موفي (الإنجليزية)
- إدوارد ألبي على موقع قاعدة بيانات برودواي على الإنترنت (الإنجليزية)
- إدوارد ألبي على موقع قاعدة بيانات برودواي على الإنترنت (الإنجليزية)
- إدوارد ألبي على موقع قاعدة بيانات برودواي على الإنترنت (الإنجليزية)
- إدوارد ألبي على موقع قاعدة بيانات الأفلام السويدية (السويدية)